# Festival de Las Condes 2018
El Festival de Las Condes 2018 fue un evento musical realizado los días viernes 19 y sábado 20 de enero de 2018, en el parque Padre Hurtado de Santiago, Chile. Fue transmitido por Canal 13 y presentado por Tonka Tomicic y Martín Cárcamo.

## Desarrollo

### Día 1 (viernes 19)
- Pandora.[1]
- Los Locos del Humor.[1]
- Noche de Brujas.[1]

### Día 2 (sábado 20)
- Juanes.[1]
- León Murillo.[1]
- Luciano Pereyra.[1]